# Namaste

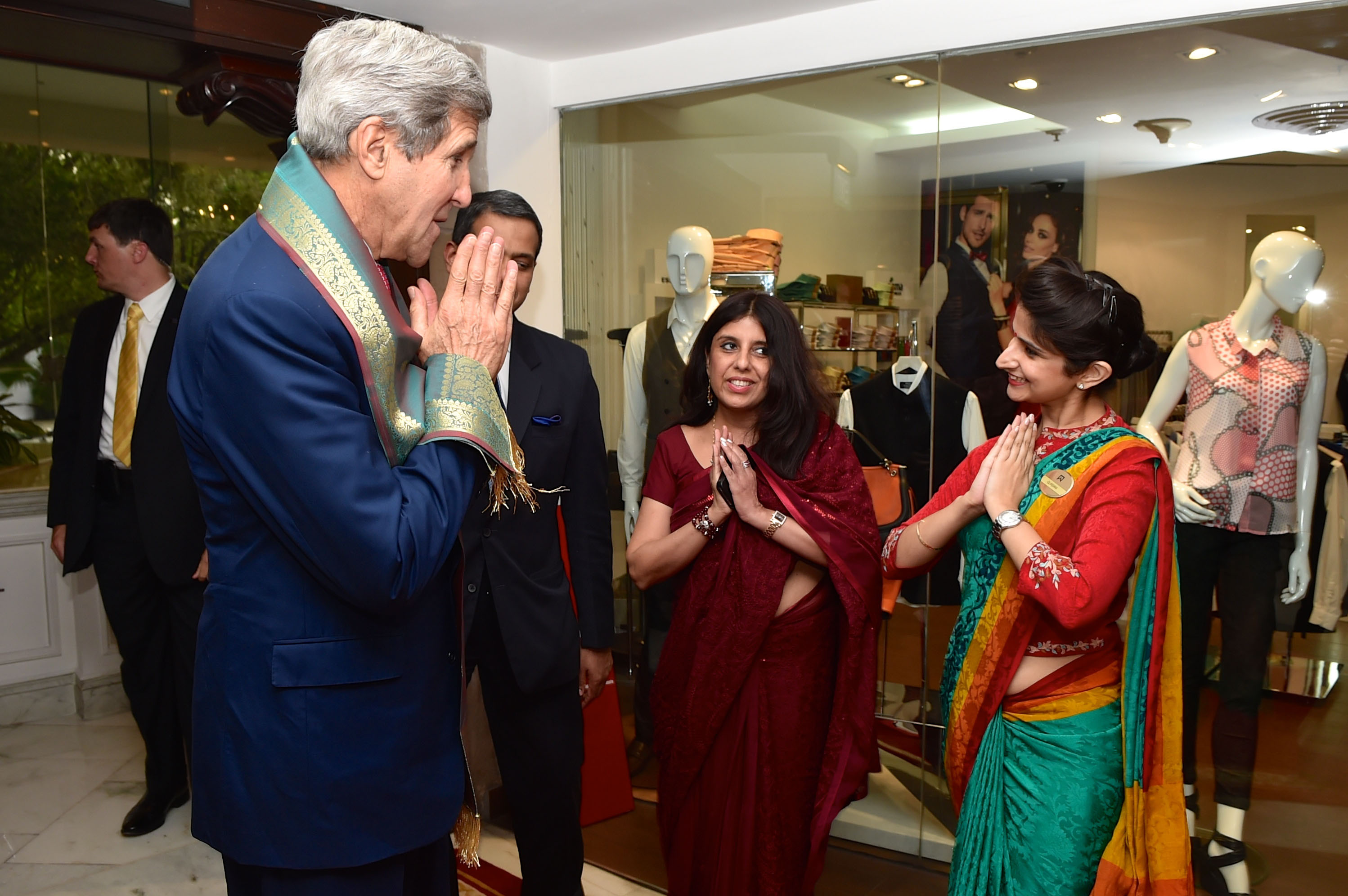
Politiker (im Vordergrund John Kerry) bei der Namaste-Grußgeste

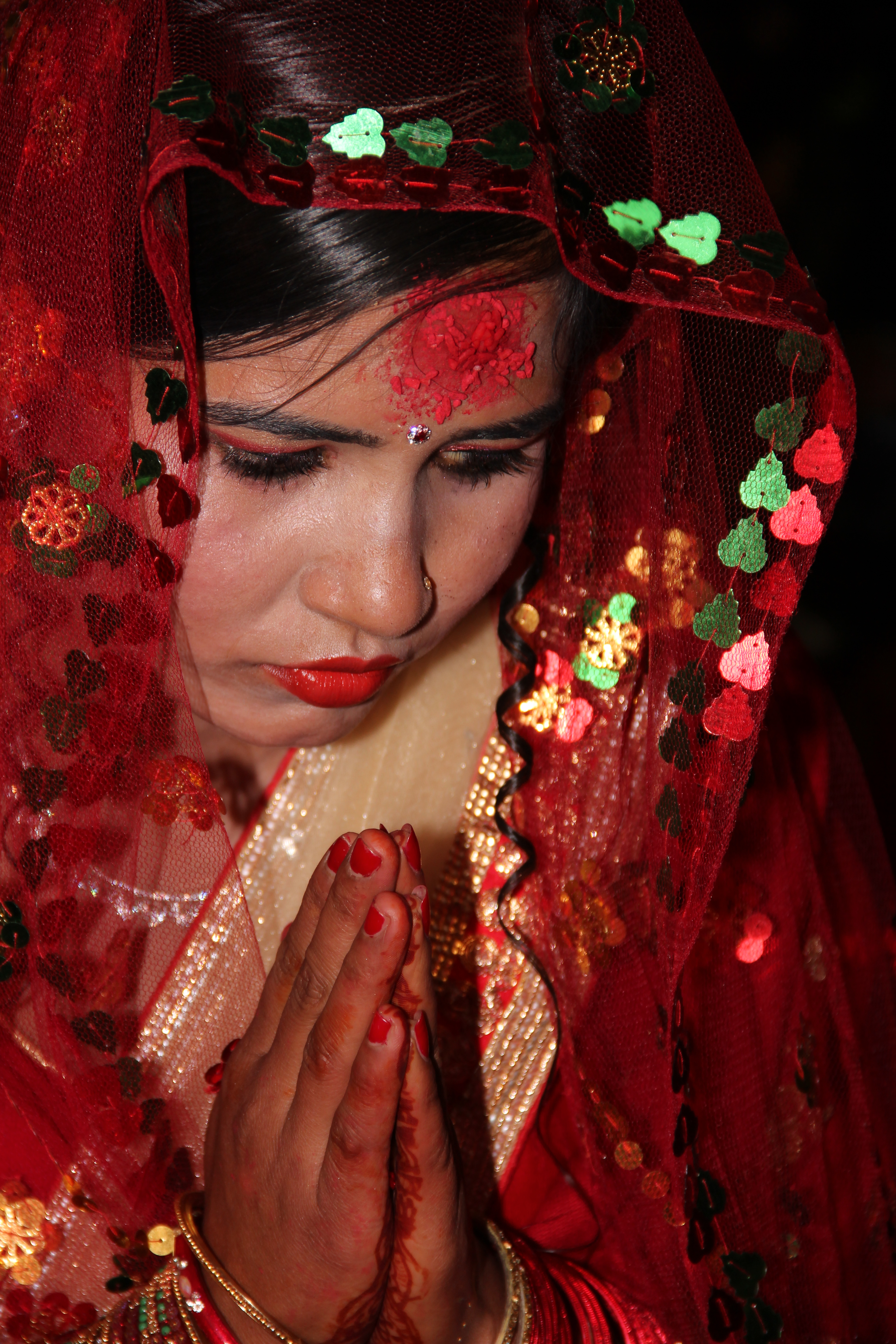
Nepalesin bei der Ausübung der Grußgeste Namaste

Namaste ([nʌmʌsˈteː] , auch Namasté; Sanskrit/Hindi/Nepali (Devanagari-Schrift) नमस्ते namaste) ist in Indien sowie einigen weiteren asiatischen Ländern eine unter Hindus verbreitete Grußformel und Grußgeste (Sanskrit: Mudra „Geste“). Bei den Tamilen, und hier besonders in Sri Lanka, ist vaNakkam der dem Namaste entsprechende Gruß mit identischer Geste. 

## Wortbedeutung und -herkunft
Namaste bedeutet wörtlich übersetzt „Verbeugung dir“. Es ist eine Zusammensetzung von námas (Sanskrit „Verbeugung“) und te („dir“).
Statt der zweiten Person Singular treten selten auch die Varianten im Dual (namo vām) und in der höflichen Anrede mit der zweiten Person Plural (namo vaḥ) auf. Dabei tritt ein regelmäßiger Sandhi-Lautwechsel vor „v“ auf. Statt in der Form der Anrede wird der Name der Handgeste allgemein mit -krita (-selbst-tun) gebildet; das Wort namaskar heißt damit ursprünglich „ich verbeuge mich“.
Der Gruß kommt erstmals im Rigveda vor und ist auch im Avestischen als nəmasə.tē überliefert. Dort tritt es in der eher familiären Ansprache auf, während namaskara der Huldigung dient.
Die Handstellung selbst ist dabei älter als die arische Besiedlung (ab 1800 v. Chr.), da sie schon auf Figürchen der Indus-Kultur (ab 3000 v. Chr.) auftaucht.

## Ausübung der Grußgeste

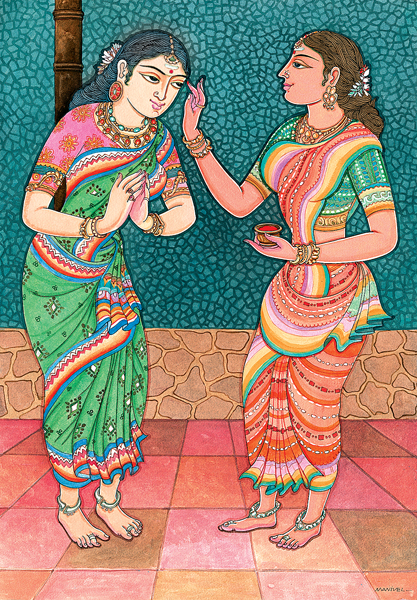
Namaste in der Kunst

Bei der Ausübung der Geste werden üblicherweise die Innenhandflächen zusammengeführt, in Nähe des Herzens an die Brust gelegt und der Kopf leicht gebeugt. Während in der westlichen Welt normalerweise der Gruß Namaste auch ausgesprochen wird, ist dies in Indien nicht notwendigerweise der Fall. Eine noch tiefere Ehrbezeugung, beispielsweise gegenüber spirituellen Lehrern, wird dadurch ausgedrückt, dass die gefalteten Hände angehoben und die Fingerspitzen beider Zeigefinger auf die Stelle zwischen den Augen gelegt werden.
In den verschiedenen Sprachen des indischen Subkontinents wird der eigentliche Akt dieser Grußgeste Namaskaram, Namaskara oder Namaskar genannt; die gefalteten Hände sind auch unter den Mudra-Begriffen Anjali, Atmanjali oder Hrdayanjali bekannt.